# Lets voetbalkampioenschap 1946
In 1946 werd het tweede voetbalseizoen gespeeld van de Letse SSR, voorheen was Letland onafhankelijk en speelden de clubs in de  Virslīga. Daugava Liepaja werd kampioen. 

## Stand
| Pos | Team            | Wed | W  | G | V  | Ptn | DV | DT | +/− |
| --- | --------------- | --- | -- | - | -- | --- | -- | -- | --- |
| 1   | Daugava Liepaja | 14  | 11 | 0 | 3  | 22  | 60 | 16 | +44 |
| 2   | VEF             | 14  | 10 | 2 | 2  | 22  | 30 | 18 | +12 |
| 3   | AVN             | 14  | 10 | 1 | 3  | 21  | 56 | 16 | +40 |
| 4   | Dinamo Rīga     | 14  | 8  | 1 | 5  | 17  | 40 | 24 | +16 |
| 5   | FK Daugava Riga | 14  | 7  | 1 | 6  | 15  | 34 | 32 | +2  |
| 6   | Spartak         | 14  | 4  | 0 | 10 | 8   | 22 | 66 | −44 |
| 7   | Lokomotive      | 14  | 2  | 1 | 11 | 5   | 17 | 45 | −28 |
| 8   | PAK Leontyev    | 14  | 1  | 0 | 13 | 2   | 14 | 56 | −42 |

## Kampioen
| Virslīga 1946                       |
| Letland                             |
| ----------------------------------- |
| Daugava Liepaja Kampioen (1° titel) |